# Bakı Futbol Klubu 2013-2014
Questa voce raccoglie le informazioni riguardanti il Bakı Futbol Klubu nelle competizioni ufficiali della stagione 2013-2014.

## Rosa
Fonte:
| N. |                               | Ruolo | Calciatore          |
| -- | ----------------------------- | ----- | ------------------- |
|    | Azerbaigian (bandiera)        | P     | Elkhan Ahmadov      |
|    | Azerbaigian (bandiera)        | P     | Aqil Mammadov       |
|    | Macedonia del Nord (bandiera) | P     | Edin Nuredinoski    |
|    | Azerbaigian (bandiera)        | D     | Vadim Abdullayev    |
|    | Azerbaigian (bandiera)        | D     | Elvin Əliyev        |
|    | Azerbaigian (bandiera)        | D     | Vüqar Baybalayev    |
|    | Azerbaigian (bandiera)        | D     | Eltun Huseynov      |
|    | Azerbaigian (bandiera)        | D     | Elshad Manafov      |
|    | Spagna (bandiera)             | D     | Mario Álvarez       |
|    | Azerbaigian (bandiera)        | D     | Mikayil Rahimov     |
|    | Serbia (bandiera)             | D     | Risto Ristović      |
|    | Spagna (bandiera)             | D     | Rubén               |
|    | Slovenia (bandiera)           | D     | Jure Travner        |
|    | Azerbaigian (bandiera)        | C     | Namiq Ələsgərov     |
|    | Azerbaigian (bandiera)        | C     | Şəhriyar Əliyev     |
|    | Lituania (bandiera)           | C     | Deividas Česnauskis |

| N. |                                 | Ruolo | Calciatore        |
| -- | ------------------------------- | ----- | ----------------- |
|    | Brasile (bandiera)              | C     | Etto              |
|    | Azerbaigian (bandiera)          | C     | Aziz Guliyev      |
|    | Slovenia (bandiera)             | C     | Lucas Horvat      |
|    | Azerbaigian (bandiera)          | C     | Cavid Hüseynov    |
|    | Azerbaigian (bandiera)          | C     | Əfran İsmayılov   |
|    | Brasile (bandiera)              | C     | Juninho           |
|    | Lituania (bandiera)             | C     | Mindaugas Kalonas |
|    | Azerbaigian (bandiera)          | C     | Elvin Məmmədov    |
|    | Spagna (bandiera)               | C     | Mario Martínez    |
|    | Azerbaigian (bandiera)          | C     | Vüqar Mustafayev  |
|    | Spagna (bandiera)               | C     | Alberto Noguera   |
|    | Bosnia ed Erzegovina (bandiera) | C     | Aleksandar Šolić  |
|    | Azerbaigian (bandiera)          | A     | Rauf Əliyev       |
|    | Azerbaigian (bandiera)          | A     | Rahman Hadzhiyev  |
|    | Romania (bandiera)              | A     | Marius Pena       |
|    | Azerbaigian (bandiera)          | A     | Tural Qürbatov    |